# Glympis cuernavacalis
Glympis cuernavacalis là một loài bướm đêm trong họ Erebidae.